# Histoire de Thérouanne

Les armes de Thérouanne se blasonnent ainsi :
de gueules à la fleur de lys d’argent accompagné de trois mitres d’or..
Historique :
Le conseil municipal de Thérouanne a adopté ce blason en 1988 ; il s'inspire d'un ancien sceau de la « Communauté des habitants de Thérouanne », datant de 1483 et conservé aux Archives départementales du Nord. Les anciennes armoiries de Thérouanne étaient blasonnées ainsi : d'argent à la tête de Maure liée de gueules, au chef d'azur à trois (ou semée de) fleurs de lys d'or. C'est ainsi qu'elles figurent sur une gravure représentant une perspective de la ville en 1553, année de sa destruction. On retrouve ces anciennes armoiries sur le monument aux morts de la commune.

L'histoire de Thérouanne (Pas-de-Calais) débute avec la ville gauloise, puis gallo-romaine de Tarvenna, chef-lieu de la cité des Morins, mentionné dans itinéraire d'Antonin. Cité épiscopale au  Moyen Âge, Tarvenna devient « Thérouanne » (en flamand : Terenburg, en néerlandais : Terwaan), un bourg florissant du comté d'Artois, fief relevant du royaume de France jusqu'au traité de Madrid de 1526.
Au début de l'Époque moderne, Thérouanne est victime du long conflit opposant l'Empereur et roi d'Espagne, Charles Quint aux rois de France François Ier, puis Henri II : la ville est entièrement détruite en 1553 sur ordre de Charles Quint, au cours de la huitième guerre d'Italie.
L'actuel village de Thérouanne, la « nouvelle Thérouanne », a été construit en contrebas de la ville détruite. La population de la commune passe de 430 habitants en 1793 à 1 000 habitants à la fin du XIXe siècle et est aujourd'hui de 1 100 habitants (2020).

## Préhistoire et protohistoire
L'archéologie ne donne aucune indication sur le site de Thérouanne pendant les périodes du paléolithique, du mésolithique et du néolithique.
À l'époque gauloise (second âge du Fer, époque de La Tène), Thérouanne (Tarvenna) était la capitale de la Morinie, pays des Morins, tribu classée par César parmi les Belges.
Au moment de la conquête de la Gaule par César, les territoires des actuels arrondissements de Saint-Omer et de Calais étaient habités par les Morins (entre l'Aa et Boulogne-sur-Mer), les Ménapiens (entre l'Aa et la Lys) et les Atrébates (qui ont donné son nom à l'Artois), de loin la tribu la plus importante des trois.

## La période gallo-romaine

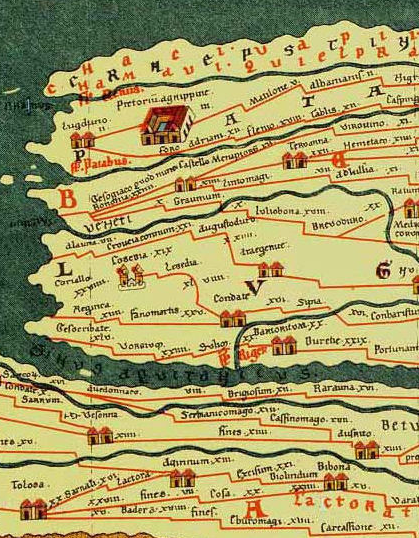
Extrait de la carte de Peutinger où figure Tervanna (Thérouanne)

Tarvenna était alors aux confins de l'Empire romain, à un carrefour de voies romaines :
- l'une venait de Gesoriacum (Boulogne-sur-Mer, avec une branche menant directement à la Tour d'Ordre) et joignait Nemetacum (Arras) et Colonia Claudia (Cologne), dont le tracé persiste dans la D341, et parfois appelé chaussée Brunehaut (parmi d'autres),
- l'autre se dirigeait vers Cassel (devenu la D190).

Une route, probablement plus ancienne que la voie romaine, était la Leulène, vicinale sinuant vers Wissant sur la côte; dont le tracé ne s'est conservé que partiellement, et dont le début coïncide avec la D192.
Bien que le nom de Tarvenna ait continué d'être utilisé, les Romains l'ont rebaptisée Colonia Morinorum ou Civitas Morenum (capitale du pays des Morins).
L'étendue de la cité et le réseau urbain antique sont mal connus. Grâce aux fouilles archéologiques, trois nécropoles antiques ont été  localisées. Une seule a été en partie étudiée: plusieurs tombes à incinération ont été mises au jour. Des vestiges d'une maison à hypocauste du IIe siècle ont été mis au jour sous le chœur de l'ancienne cathédrale ainsi que des fonds de cabane du début du Ier siècle. L'archéologie nous révèle plusieurs destructions par le feu, notamment au IIe siècle. Elle nous montre également que vers le milieu du IIIe siècle quelques aménagements furent effectués.
En 407, Thérouanne a été entièrement dévastée par les Francs qui incendièrent la ville. Et, lors de leur invasion de la Gaule en 451, Attila et les Huns dévastent Thérouanne, Arras, Tournai, etc., avant de se diriger vers Amiens et Paris.

## Haut Moyen Âge

### Le berceau de ladynastie capétienne?
Si Thérouanne reste une ville médiévale aujourd'hui méconnue, les études et les recherches historiques récentes ont mené à l'implication des nobles thérouannais, pendant le Haut Moyen Âge, dans l'ascendance de la famille royale capétienne et de l'épiscopat carolingien.
Un noble de Thérouanne aurait donné naissance à un fils prénommé Robert, futur maire du palais de Neustrie en 654. Il donne également naissance à Erlebert, père de saint Lambert dont le frère, Robert, fut duc en Neustrie entre 654 et 677. Robert et Erlebert semblent donc à l'origine d'une lignée au bout de laquelle, 7 générations plus tard, naît Robert le Fort, marquis de Neustrie mort en 866 et arrière-grand-père d'Hugues Capet, premier souverain capétien des Francs.
En 751, le dernier Mérovingien, Childéric III, fut enfermé à l'abbaye Saint-Bertin de Saint-Omer, où les moines locaux lui tondirent les cheveux et où Pépin le Bref le déposa afin de revêtir la puissance royale sur les peuples francs.

### Christianisation de Thérouanne par Audomar
Les cartes et chroniques médiévales placent Taruanna comme centre névralgique intellectuel, religieux, routier, administratif de l'ancienne région des Morins, romanisée, puis christianisée.
Thérouanne put renaître grâce à la christianisation après qu'Audomar ou Omer, moine de l'abbaye de Luxeuil, eut entrepris, entre 639 et 667, d'évangéliser ce qui est aujourd'hui l'arrondissement de Saint-Omer et, qu'à la fin de sa vie, il fut devenu avec l'appui de saint Achaire de Noyon le premier évêque de Thérouanne. Il reçut l'aide de Bertin de Sithiu qui donna son nom à l'abbaye de Saint-Omer (abbaye Saint-Bertin). Le territoire du diocèse, suffragant de l'archevêché de Reims, était très vaste, délimité au nord par l'Yser et au sud par la Canche et à l'est par la Lys.
Le plus important évêque de Thérouanne fut Jean de Warneton (1099-1130) qui au début du XIIe siècle introduisit la Réforme grégorienne.

## Moyen Âge

### De la Flandre à l'Artois
Lorsqu'à partir du IXe siècle les comtes de Flandre eurent par les armes agrandi leur territoire vers le sud, Thérouanne tomba aussi entre leurs mains. Pour peu de temps toutefois, car le comte de Flandre Philippe d'Alsace donna sa nièce Isabelle de Hainaut au jeune roi de France Philippe Auguste, avec en dot le sud de la Flandre. Il espérait vainement acquérir une influence décisive sur le roi, qui par contre en 1191 détacha de la Flandre le cadeau qu'avait reçu sa femme et l'agrandit par la suite du comté d'Artois. Thérouanne revint elle aussi à la France et le français y devint la langue courante.

### La période de l'État bourguignon (1369-1477)
Après qu'en 1369 la comtesse Marguerite de Flandre eut épousé Philippe le Hardi, duc de Bourgogne, elle lui apporta la Flandre en dot. En 1384 le duc lui-même hérita de l'Artois ; Flandre et Artois se trouvaient donc réunis de nouveau, même s'ils constituaient deux entités séparées. Moins d'un siècle plus tard le duc Charles le Téméraire essaya d'agrandir son domaine et par là entra en conflit avec le roi de France Louis XI. Il en résulta une série de guerres qui se terminèrent en 1477 avec la bataille de Nancy au cours de laquelle Charles trouva la mort (janvier 1477). L'État bourguignon est alors héritée par sa fille Marie, qui épousa quelques mois plus tard Maximilien d'Autriche.

### Après la mort de Charles le Téméraire (1477-1493)
Le roi de France lança alors une offensive contre le duché de Bourgogne et le comté de Bourgogne, ainsi que vers les Pays-Bas bourguignons. En 1479, il mit le siège devant Arras, mais se heurta à une telle résistance qu'il décida de punir la ville après l'avoir prise : les habitants en furent expulsés et remplacés par des Français de la région de la Loire. Outrés, les États d'Artois se rangèrent du côté de Marie et de Maximilien. Le 7 août 1479, Maximilien livra bataille à Enguinegatte, un peu au sud de Thérouanne. Mais la bataille fut indécise et les deux adversaires préférèrent alors faire la paix.
Ils signèrent donc en 1482 le traité d'Arras, selon lequel Marguerite, fille de Maximilien et Marie née en 1480, devait épouser le dauphin Charles, avec une dot considérable incluant l'Artois. Mais, par la suite, Maximilien, veuf en 1482, ayant envisagé d'épouser Anne de Bretagne, Charles VIII décide de renvoyer Marguerite (âgée de 11 ans) afin d'épouser Anne, en rendant une partie de la dot. L'annulation du traité d'Arras est réglée par le traité de Senlis : l'Artois revient à la maison de Habsbourg, sauf le Calaisis, alors aux mains des Anglais, le Boulonnais et la cité de Thérouanne, siège épiscopal.
En 1496, Philippe de Luxembourg est fait évêque de Thérouanne.

## Charles Quint et la destruction de Thérouanne en 1553

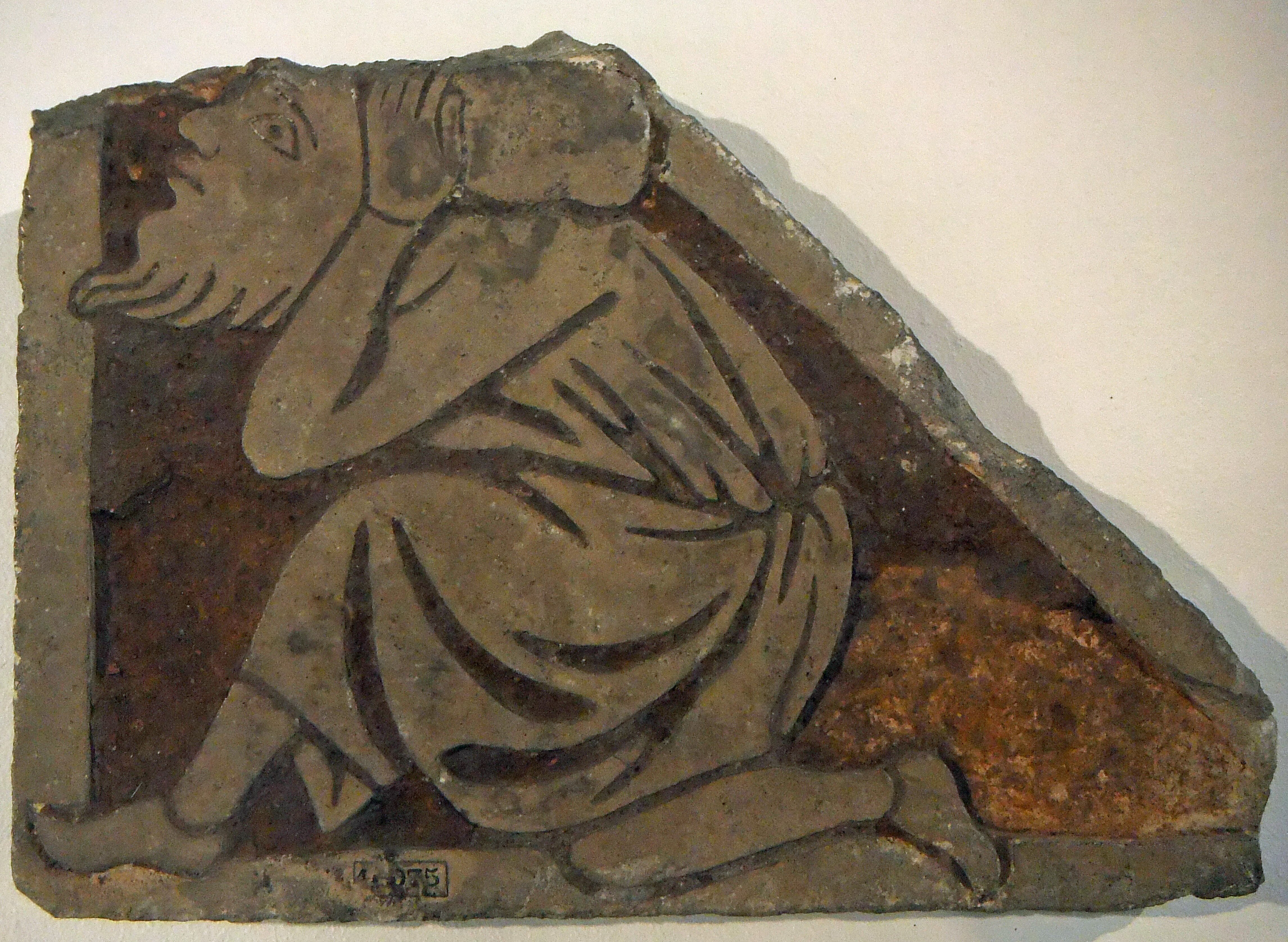
Château-musée de Boulogne-sur-Mer, carreau de pavement provenant de la cathédrale de Thérouanne (don de Camille Enlart, 1926).

Thérouanne est donc devenue une enclave française en Artois.
Les tensions avec la France s'apaisent un moment, puis reprennent entre François Ier et Charles Quint, petit-fils de Maximilien et Marie, devenu roi d'Espagne en 1516 et empereur en 1519. Dans le cadre des guerres d'Italie, la France subit une défaite à Pavie et François doit signer le traité de Madrid (1526), atténué en 1529 par le traité signé à Cambrai, la « paix des Dames ». Le roi de France renonce alors à sa suzeraineté sur la Flandre et l'Artois, qui vont devenir des terres d'Empire dans le cadre du cercle de Bourgogne.
Thérouanne reste cependant française et le roi de France la renforce militairement ; lorsque le conflit reprend à partir de 1535 (huitième, neuvième et dixième guerre d'Italie), de nombreux villages des environs sont ravagés par la garnison française de la ville.
En 1553, appelées par les États d'Artois, les troupes de Charles Quint sous la conduite de Ponthus de Lalaing mettent le siège devant la ville et s'en emparent. Le 20 avril 1553, Charles-Quint donne l'ordre de raser la ville jusqu'au sol 
(y compris la cathédrale, deux églises paroissiales et plusieurs couvents et abbayes) ; l'opération est réalisée d'une façon si parfaite que l'interprétation archéologique des fouilles récentes est complexe, en l'absence de toute élévation des maçonneries hormis la base massive de la tour nord de la cathédrale. Après l'arasage, du sel est répandu « pour que jamais plus rien ne pût pousser ». Dans ses mémoires, le fourrier de la maison Charles Quint, Hugues Cousin, revient en détail sur cet événement dont il a été témoin, ainsi que du siège de Hesdin.

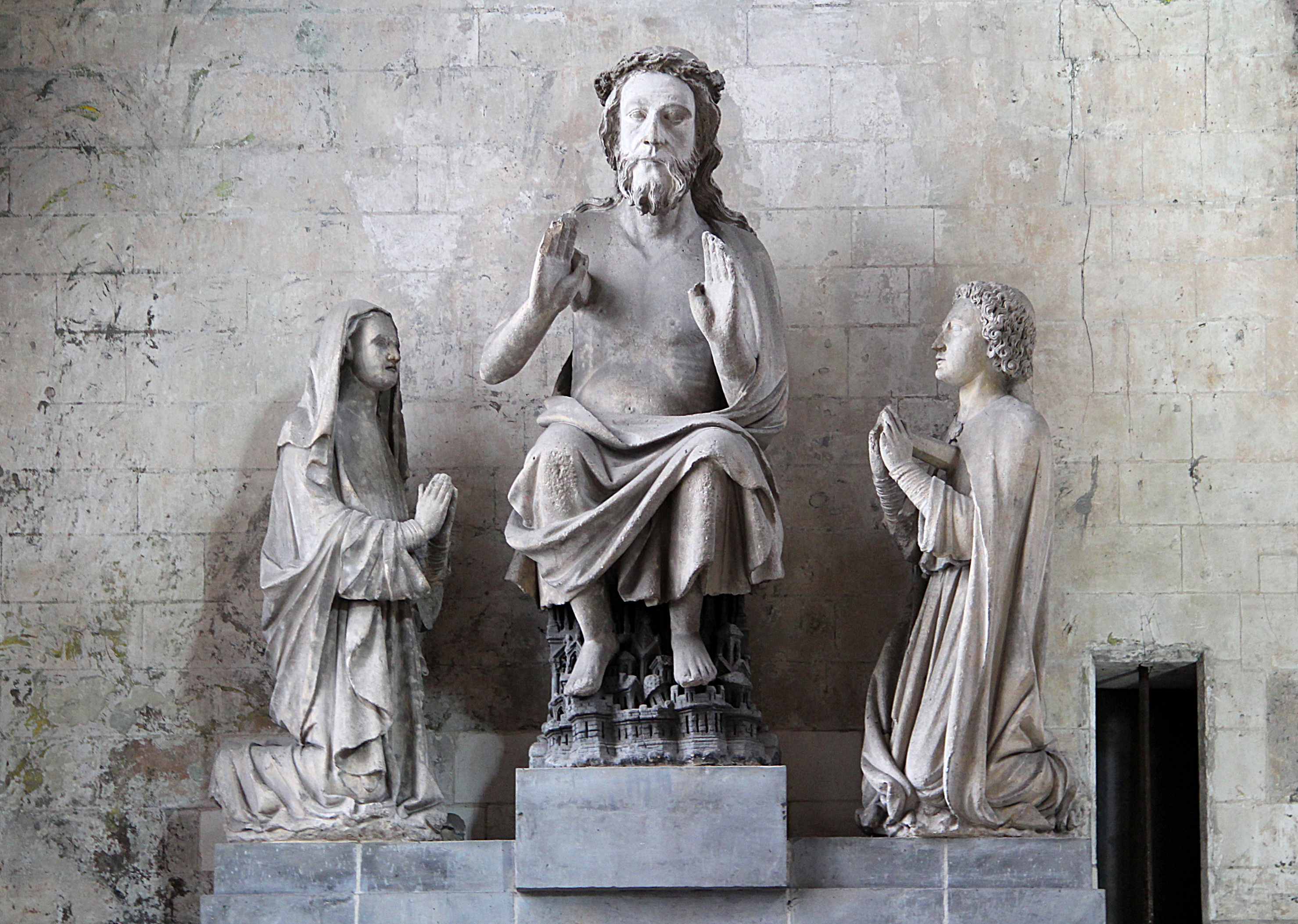
Cathédrale de Saint-Omer, Grand Dieu de Thérouanne.

Seuls quelques vestiges statuaires ont subsisté, parmi lesquels une partie de la façade de la cathédrale, le Grand Dieu de Thérouanne, du milieu du XIIIe siècle, transféré ultérieurement dans la cathédrale de Saint-Omer, et une descente de croix plus tardive retrouvée lors des fouilles et conservée au musée du village. La plupart des matériaux ont en effet été réemployés après le sac, dans des corps de ferme, etc.
Récemment les statuts synodaux (législation diocésaine) ont été publiés.
Le diocèse de Thérouanne n'est pas supprimé immédiatement, mais le dernier évêque, Antoine II de Créquy, nommé en février 1552, ne peut pas être installé, et le 15 décembre 1553, est nommé évêque de Nantes. Lors de la réorganisation des diocèses des Pays-Bas en 1559-1561 par la bulle pontificale Super Universas, le territoire du diocèse est partagé entre deux diocèses néerlandais (comtés de Flandre et d'Artois, possessions de Philippe II, fils de Charles Quint) : Saint-Omer et Ypres et un diocèse français, Boulogne. Le siège épiscopal de Thérouanne est officiellement supprimé en 1567.

## La nouvelle Thérouanne

### XVIIeetXVIIIesiècles
Au XVIIe siècle, les habitants reconstruisirent, au sud de la ville détruite, un nouveau village entre les deux bras de la Lys. Une nouvelle église fut construite vers 1623 mais fut ravagée par deux incendies, en 1677 et 1798. Un nouveau sanctuaire plus sommaire fut reconstruit avec les matériaux provenant des ruines de l’abbaye Saint-Augustin.

### Epoque contemporaine
A la Révolution française, la paroisse de Thérouanne devint une commune. Les diocèses de Boulogne-sur-Mer et de Saint-Omer furent supprimés, un diocèse fut maintenu pour le nouveau département du Pas-de-Calais, celui d'Arras dont Thérouanne relève désormais.
En 1793, la population communale était de 430 habitants.

#### XIXe siècle
En 1820, la commune de Thérouanne possédait une école de garçons (aujourd'hui office de tourisme et musée archéologique). Il existait également un pensionnat privé Sainte-Marie pour les filles.
Le moulin, situé sur le passage de la Lys fut construit au XIXe siècle, il cessa ses activités en 1969. Sur le bâtiment figure toujour la date de 1847.
En 1859, une nouvelle église fut bâtie en style néogothique.
En 1901, la population de la commune de Thérouanne était de 1 133 habitants, son maximum jusqu'à nos jours.

#### Seconde Guerre mondiale
Le 22 mai 1940, Thérouanne subit un bombardement de l'aviation allemande qui détruisit plusieurs immeubles.

#### Fouilles archéologiques
Des fouilles ont été entreprises sur le territoire de l'ancienne ville dès la fin du XIXe siècle par Camille Enlart, puis par Roland Delmaire et Honoré Bernard au cours des années 1960-1985. Elles ont porté principalement sur les édifices se succédant sous le chœur de la cathédrale. L'ancienne enceinte de la ville est toujours matérialisée par un rideau d'arbres en forme de cerf-volant, symétrique par rapport à l'ancienne rue principale (chemin Saint-Jean, qui aboutit au site de la cathédrale détruite), à quelques centaines de mètres au nord-ouest du village actuel.
Le jubé de l'église Saint-Vaast de Lynde, près d'Hazebrouck, pourrait provenir de la cathédrale de Thérouanne.
Le musée municipal de Thérouanne conserve des gravures montrant la ville avant la destruction de 1553.

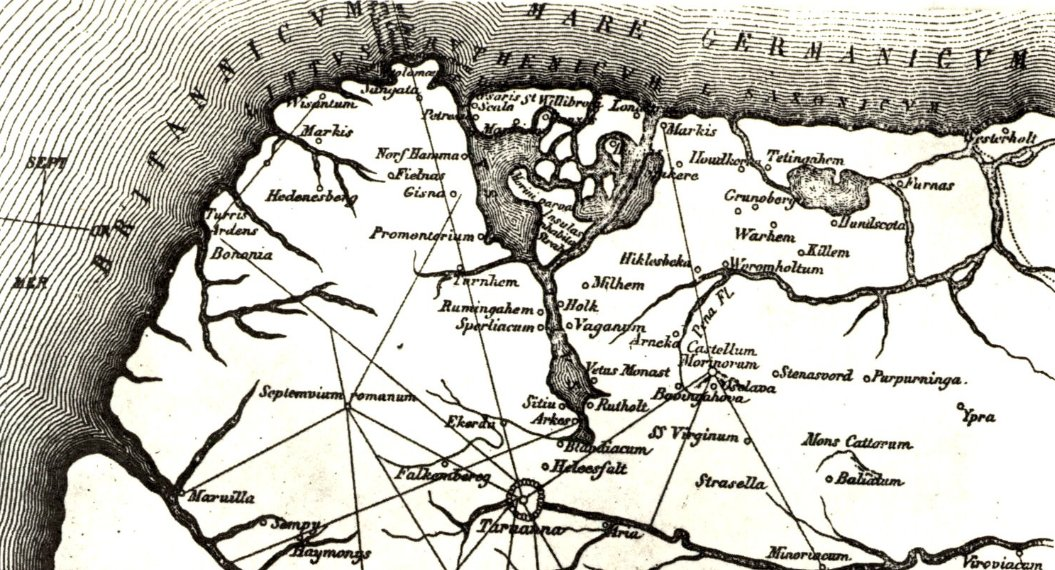
Copie d'une carte ancienne, exécutée au XVIIe siècle
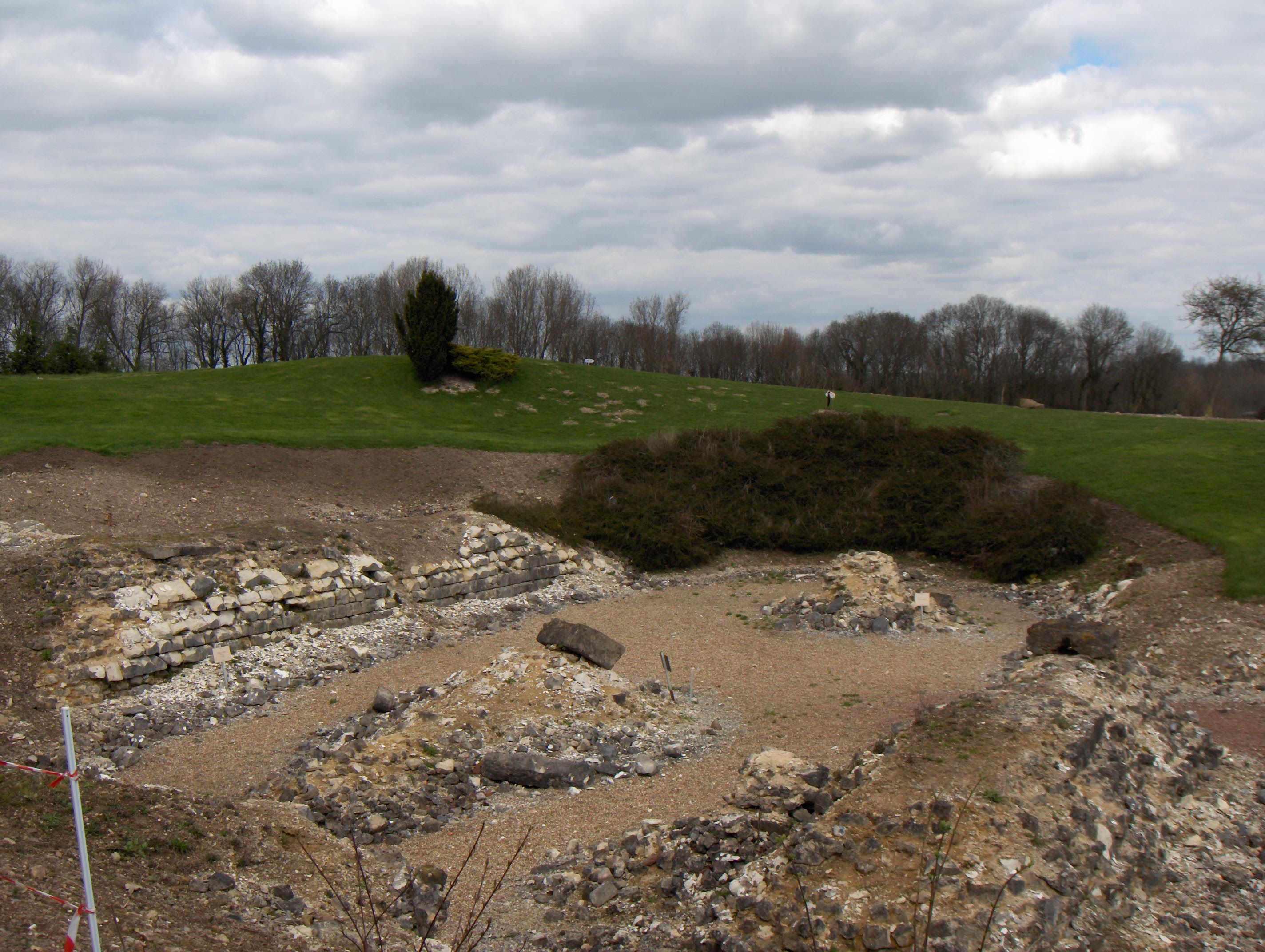
Fouilles du chœur de la cathédrale de Thérouanne
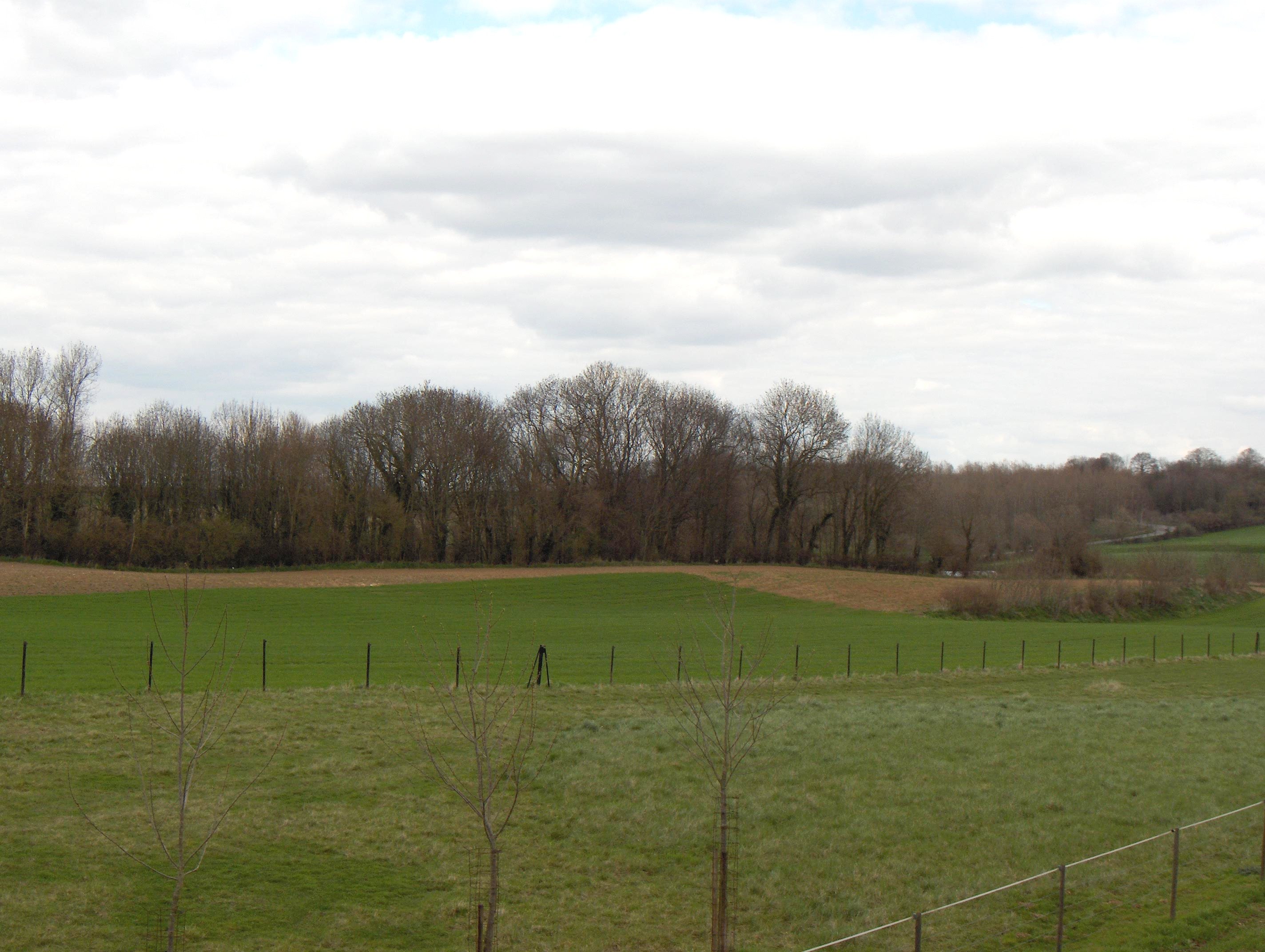
Indices de présence des anciens remparts de la ville